# Krzywizna krzywej

## Wzory i definicje
Krzywiznę krzywej płaskiej definiuje się jako:
{\displaystyle \kappa =\lim _{\Delta S\to 0}{\frac {|\Delta \varphi |}{\Delta S}}=\left|{\frac {d\varphi }{dS}}\right|.}
Natomiast krzywiznę ze znakiem:
{\displaystyle \kappa =\lim _{\Delta S\to 0}{\frac {\Delta \varphi }{\Delta S}}={\frac {d\varphi }{dS}},}
gdzie {\displaystyle \Delta \varphi } jest kątem pomiędzy stycznymi do krzywej na końcach łuku, a {\displaystyle \Delta S} długością tego łuku.
Krzywizna okręgu jest w każdym punkcie jednakowa i równa odwrotności jego promienia.
Wzory na krzywiznę {\displaystyle \kappa } w punkcie {\displaystyle P(x_{0},y_{0})} są następujące:
- Dla krzywej określonej funkcją {\displaystyle y=f(x)} w układzie kartezjańskim:

{\displaystyle \kappa ={\frac {|y''_{0}|}{(1+{y'_{0}}^{2})^{3/2}}}.}
- Dla krzywej określonej parametrycznie {\displaystyle x=p(t),y=q(t)} w układzie kartezjańskim:

{\displaystyle \kappa ={\frac {|y''_{0}x'_{0}-x''_{0}y'_{0}|}{({x'_{0}}^{2}+{y'_{0}}^{2})^{3/2}}}.}
- Dla krzywej określonej funkcją {\displaystyle r=f(\varphi )} w układzie biegunowym:

{\displaystyle \kappa ={\frac {|{r_{0}}^{2}+2{r'_{0}}^{2}-r_{0}r''_{0}|}{({r_{0}}^{2}+{r'_{0}}^{2})^{3/2}}}.}
Promieniem krzywizny krzywej w danym punkcie {\displaystyle P} nazywamy odwrotność jej krzywizny w tym punkcie, obliczonym jednym ze wzorów podanych powyżej:
{\displaystyle R={\frac {1}{\kappa }}.}
Środkiem krzywizny krzywej w danym punkcie {\displaystyle P(x_{0},y_{0})} nazywamy punkt {\displaystyle S(\xi ,\eta ),} leżący na normalnej do krzywej w punkcie {\displaystyle P} po stronie jej wklęsłości w odległości od {\displaystyle P} równej promieniowi krzywizny.
Wzory na współrzędne środka krzywizny w punkcie {\displaystyle P} krzywej są następujące:
- Dla krzywej o równaniu {\displaystyle y=f(x){:}}

{\displaystyle \xi =x_{0}-y'_{0}{\frac {1+{y'_{0}}^{2}}{y''_{0}}},}
{\displaystyle \eta =y_{0}+{\frac {1+{y'_{0}}^{2}}{y''_{0}}}.}
- Dla krzywej o równaniach {\displaystyle x=p(t),y=q(t){:}}

{\displaystyle \xi =x_{0}-y'_{0}{\frac {{x'_{0}}^{2}+{y'_{0}}^{2}}{y''_{0}x'_{0}-y'_{0}x''_{0}}},}
{\displaystyle \eta =y_{0}+x'_{0}{\frac {{x'_{0}}^{2}+{y'_{0}}^{2}}{y''_{0}x'_{0}-y'_{0}x''_{0}}}.}

## Dowód

Krzywizna krzywej {\displaystyle y=f(x)} w punkcie {\displaystyle C=(x_{C},y_{C})} jest równa granicy ilorazu kąta {\displaystyle \varphi } pomiędzy stycznymi poprowadzonymi w punktach {\displaystyle C} i {\displaystyle B=(x_{B},y_{B})} a długością łuku {\displaystyle L} między {\displaystyle C} a {\displaystyle B,} gdy {\displaystyle B\to C{:}}
{\displaystyle \kappa =\lim \limits _{B\to C}{\frac {\varphi }{L}}.}
Kąt {\displaystyle \varphi } można inaczej zapisać jako różnicę kątów pomiędzy stycznymi:
{\displaystyle \varphi =\operatorname {arctg} (f'(x_{B}))-\operatorname {arctg} (f'(x_{C})).}
Natomiast długość łuku {\displaystyle L} jako całkę oznaczoną:
{\displaystyle L=\int \limits _{x_{C}}^{x_{B}}{\sqrt {f'(t)^{2}+1}}\ dt.}
Wtedy, zważając na to, że {\displaystyle B\to C\iff x_{B}\to x_{C}{:}}
{\displaystyle \kappa =\lim \limits _{x_{B}\to x_{C}}{\frac {\operatorname {arctg} (f'(x_{B})-\operatorname {arctg} (f'(x_{C}))}{\int \limits _{x_{C}}^{x_{B}}{\sqrt {f'(t)^{2}+1}}\ dt}}.}
Ponieważ mamy do czynienia z wyrażeniem nieoznaczonym {\displaystyle {\frac {0}{0}},} dlatego stosujemy regułę de l’Hospitala:
{\displaystyle \kappa =\lim \limits _{x_{B}\to x_{C}}{\frac {{\frac {d}{dx_{B}}}(\operatorname {arctg} (f'(x_{B}))-\operatorname {arctg} (f'(x_{C})))}{{\frac {d}{dx_{B}}}\int \limits _{x_{C}}^{x_{B}}{\sqrt {f'(t)^{2}+1}}\ dt}}.}
Pochodna {\displaystyle {\frac {d}{dx}}\operatorname {arctg} (x)} jest równa {\displaystyle {\frac {1}{x^{2}+1}},} natomiast korzystając z podstawowego twierdzenia rachunku całkowego, mamy:
{\displaystyle \kappa =\lim \limits _{x_{B}\to x_{C}}{\frac {f''(x_{B})}{f'(x_{B})^{2}+1}}\cdot {\frac {1}{\sqrt {f'(x_{B})^{2}+1}}}={\frac {f''(x_{C})}{(f'(x_{C})^{2}+1)^{1+1/2}}}.}
Dla funkcji uwikłanej {\displaystyle F(x,y)=0} wystarczy zamienić {\displaystyle f'(x)} na {\displaystyle {\frac {dy}{dx}}} przez co wzór przyjmuje następującą postać:
{\displaystyle \kappa ={\frac {\frac {d^{2}y}{dx^{2}}}{\left(\left({\frac {dy}{dx}}\right)^{2}+1\right)^{3/2}}}.}
Jest wtedy jednak zależny zarówno od {\displaystyle x,} jak i {\displaystyle y.}
Podobny tok rozumowania występuje dla krzywych parametrycznych.

## Inny dowód

### Krzywa dana w sposób jawny

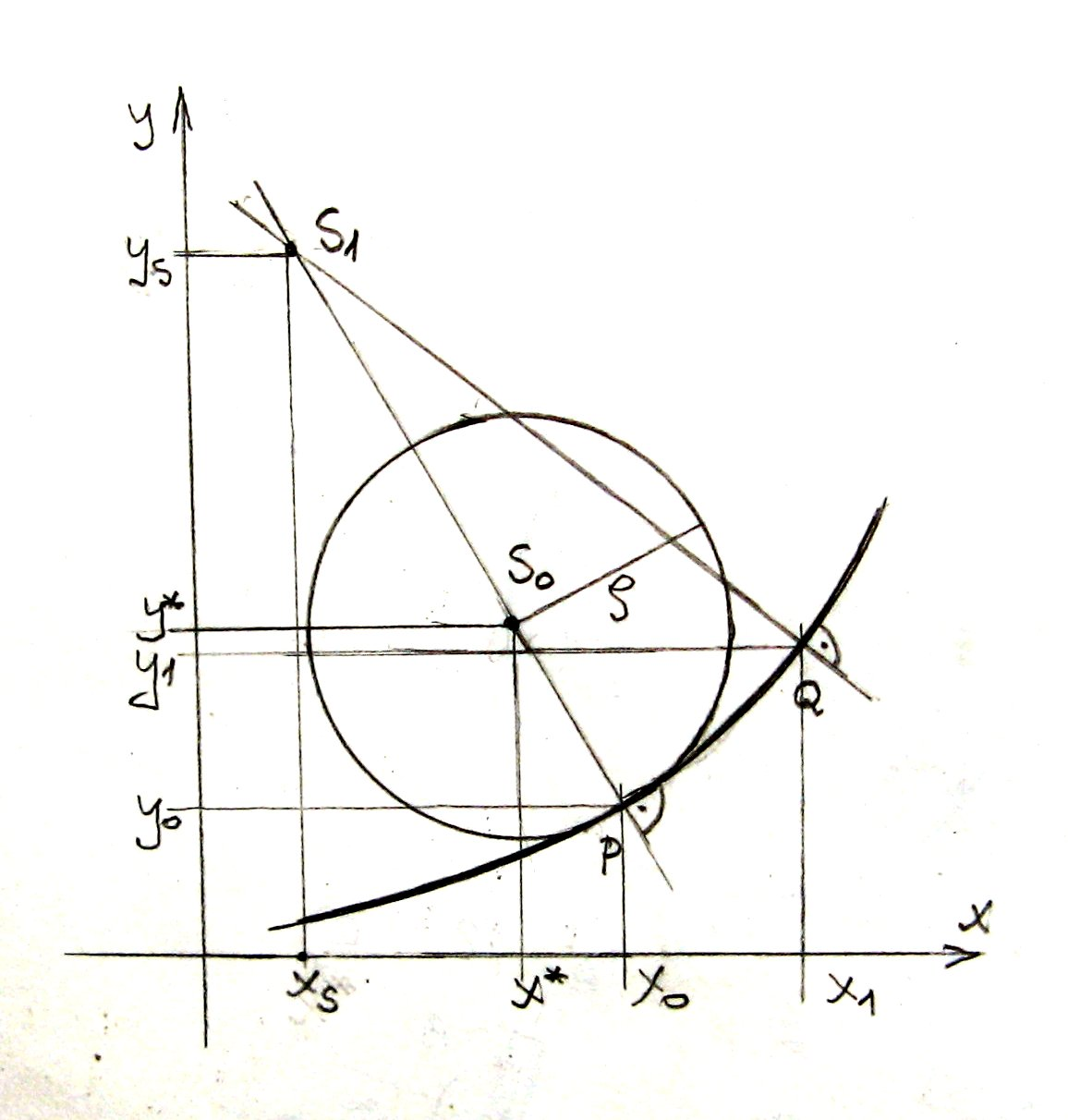
Promień krzywizny krzywej

Dana jest krzywa płaska o równaniu {\displaystyle y=f(x)} i ciągłych pochodnych {\displaystyle y(x)',y(x)''.} Na krzywej wyróżnimy dwa jej punkty {\displaystyle P(x_{o},y_{o})} i {\displaystyle Q(x_{1},y_{1}).} Styczne do krzywej poprowadzone w tych punktach opisane są równaniami
|  |  | {\displaystyle y-f(x_{o})=f'(x_{o})(x-x_{o}),\quad y-f(x_{1})=f'(x_{1})(x-x_{1}).} |  | (a) |

Proste prostopadłe do tych stycznych w punktach {\displaystyle P,\;Q,} zwane normalnymi, otrzymamy, zmieniając wartości współczynników kierunkowych w równaniach (a)
|  |  | {\displaystyle y-f(x_{o})=-{\frac {1}{f'(x_{o})}}(x-x_{o}),\quad y-f(x_{1})=-{\frac {1}{f'(x_{1})}}(x-x_{1}).} |  | (b) |

Punkt {\displaystyle S_{1}(x_{s},y_{s}),} w którym przecinają się te normalne, otrzymamy, rozwiązując układ równań (b)
{\displaystyle x_{s}=x_{o}-\lambda f'(x_{o}),}
{\displaystyle y_{s}=y_{o}+\lambda ,}
gdzie:
{\displaystyle \lambda ={\frac {x_{1}-x_{o}+[f(x_{1})-f(x_{o})]f'(x_{1})}{f'(x_{1})-f'(x_{o})}}.}
Dzielimy teraz licznik i mianownik przez {\displaystyle x_{1}-x_{o}} i po przejściu do granicy {\displaystyle x_{1}\to x_{o}} (punkt {\displaystyle S_{1}(x_{s},y_{s})} zmierza do punktu {\displaystyle S_{o}(x_{*},y_{*})}) otrzymujemy proste wzory dla współrzędnych środka krzywizny krzywej w punkcie {\displaystyle P}
{\displaystyle x^{*}=x_{o}-\lambda ^{*}f'(x_{o}),\quad y^{*}=y_{o}+\lambda ^{*},}
gdzie:
{\displaystyle \lambda ^{*}={\frac {1+[f'(x_{o})]^{2}}{f''(x_{o})}}.}
Promień krzywizny krzywej {\displaystyle \rho } otrzymamy z równania
{\displaystyle \rho ^{2}=(x_{o}-x^{*})^{2}+(y_{o}-y^{*})^{2}=\left(\lambda ^{*}f'(x_{o})\right)^{2}+\lambda ^{*2}=\lambda ^{*2}\left(1+[f'(x_{o})]^{2}\right)=}
{\displaystyle ={\frac {\left(1+[f'(x_{o})]^{2}\right)^{3}}{[f''(x_{o})]^{2}}}\qquad \longrightarrow \qquad \rho ={\frac {\left(1+[f'(x_{o})]^{2}\right)^{\frac {3}{2}}}{\left|f''(x_{o})\right|}}.}

### Krzywa opisana parametrycznie
Przez dwa punkty {\displaystyle P(x_{o},y_{o}),\;Q(x_{1},y_{1})} krzywej opisanej równaniami {\displaystyle x=x(t),\;y=y(t)} przechodzi sieczna dana równaniem
{\displaystyle {\frac {y_{1}-y_{o}}{x_{1}-x_{o}}}={\frac {y-y_{o}}{x-x_{o}}}\quad {}} lub {\displaystyle y=y_{o}={\frac {y_{1}-y_{o}}{x_{1}-x_{o}}}(x-x_{o}).}
Dzieląc licznik i mianownik przez {\displaystyle t-t_{o}} i przechodząc do granicy {\displaystyle x_{1}\to x_{o},} otrzymujemy
{\displaystyle y-y_{o}={\frac {{\dot {y}}_{o}}{{\dot {x}}_{o}}}(x-x_{o}),}
gdzie {\displaystyle {\dot {x}}_{o},\;{\dot {y}}_{o}} są pochodnymi względem parametru {\displaystyle t} liczonymi w punkcie {\displaystyle P.}
Przez punkty {\displaystyle P,\;Q} poprowadzimy dwie normalne o równaniach
{\displaystyle y-y_{o}=-{\frac {{\dot {x}}_{o}}{{\dot {y}}_{o}}}(x-x_{o}),\qquad y-y_{1}=-{\frac {{\dot {x}}_{1}}{{\dot {y}}_{1}}}(x-x_{1}).}
Rozwiązaniem tych równań są współrzędne {\displaystyle x_{s},\;y_{s}} punktu {\displaystyle S_{1},} w którym przecinają się proste normalne
{\displaystyle x_{s}=x_{o}-\lambda {\dot {y}}_{o},\qquad y_{s}=y_{o}+\lambda {\dot {x}}_{o},}
gdzie:
{\displaystyle \lambda ={\frac {{\dot {x}}_{1}(x_{1}-x_{o})+{\dot {y}}_{1}(y_{1}-y_{o})}{{\dot {x}}_{o}({\dot {y}}_{1}-{\dot {y}}_{o})-{\dot {y}}_{o}({\dot {x}}_{1}-{\dot {x}}_{o})}}.}
Licznik i mianownik ułamka dzielimy przez {\displaystyle t_{1}-t_{o}} i po przejściu do granicy {\displaystyle t\to t_{o}} otrzymujemy współrzędne środka {\displaystyle S_{o}} krzywizny krzywej w jej punkcie {\displaystyle P}
{\displaystyle x^{*}=x_{o}-\lambda {\dot {y}}_{o},\qquad y^{*}=y_{o}+\lambda {\dot {x}}_{o},\qquad \lambda ={\frac {{\dot {x}}_{o}^{2}+{\dot {y}}_{o}^{2}}{{\dot {x}}_{o}{\ddot {y}}_{o}-{\dot {y}}_{o}{\ddot {x}}_{o}}}.}
Promień krzywizny {\displaystyle \rho } równy jest odległości punktów {\displaystyle P} i {\displaystyle S_{o}}
{\displaystyle \rho ^{2}=(x^{*}-x_{o})^{2}+(y^{*}-y_{o})^{2}=\lambda ^{2}(y_{o}^{'2}+x_{o}^{'2}),}
{\displaystyle \rho ={\frac {({\dot {x}}_{o}^{2}+{\dot {y}}_{o}^{2})^{\frac {3}{2}}}{\left|{\dot {x}}_{o}{\ddot {y}}_{o}-{\dot {y}}_{o}{\ddot {x}}_{o}\right|}}.}

### Krzywa jako funkcja uwikłana
Dana jest krzywa o równaniu {\displaystyle F(x,y)=0,} gdzie {\displaystyle F(x,y)} jest funkcją ciągłą wraz z pochodnymi cząstkowymi dwu pierwszych rzędów w otoczeniu punktu {\displaystyle P(x_{o},y_{o}).}
Jeżeli {\displaystyle F_{y}(x_{o},y_{o})\neq 0,} to w otoczeniu punktu {\displaystyle P} można funkcji {\displaystyle F} nadać postać {\displaystyle y=f(x),} gdzie {\displaystyle f(x_{o})=y_{o}} i mamy
{\displaystyle f^{'}(x)=-{\frac {F_{x}}{F_{y}}},\qquad f^{''}(x)=-{\frac {F_{x}^{2}F_{yy}-2F_{x}F_{y}F_{xy}+F_{y}^{2}F_{xx}}{F_{y}^{3}}}=-\,{\frac {\mathrm {Z} }{F_{y}^{3}}}.}
Równanie stycznej do krzywej {\displaystyle y-y_{o}=f^{'}(x_{o})(x-x_{o})} przybiera teraz postać
{\displaystyle F_{x}(x_{o},y_{o})(x-x_{o})+F_{y}(x_{o},y_{o})(y-y_{o}),}
a równania normalnych w punktach {\displaystyle P(x_{o},y_{o}),\,Q(x_{1},\,y_{1})}
{\displaystyle F_{y}(x_{o},y_{o})(x-x_{o})-F_{x}(x_{o},y_{o})(y-y_{o}),}
{\displaystyle F_{y}(x_{1},y_{1})(x-x_{1})-F_{x}(x_{1},y_{1})(y-y_{1}).}
Po wprowadzeniu oznaczeń {\displaystyle F_{x}(x_{o},y_{o})=F_{xo},\;\;F_{y}(x_{o},y_{o})=F_{yo},\;\;F_{x}(x_{1},y_{1})=F_{x1},\;\;F_{y}(x_{1},y_{1})=F_{y1}}
rozwiązanie tych równań ma postać
{\displaystyle x=x_{o}-\lambda F_{ox},\qquad y=y_{o}-\lambda F_{oy},}
{\displaystyle \lambda ={\frac {F_{x1}(y_{1}-y_{o})-F_{y1}(x_{1}-x_{o})}{F_{yo}(F_{x1}-F_{xo})-F_{xo}(F_{y1}-F_{yo})}}.}
Po przejściu do granicy {\displaystyle Q\to P,} otrzymujemy
{\displaystyle x^{*}=x_{o}-\lambda ^{*}F_{ox},\qquad y^{*}=y_{o}-\lambda ^{*}F_{oy},}
gdzie:
{\displaystyle \lambda ^{*}={\frac {F_{x}^{2}+F_{y}^{2}}{\mathrm {Z} }},\qquad \mathrm {Z} =F_{x}^{2}F_{yy}-2F_{x}F_{y}F_{xy}+F_{y}^{2}F_{xx}.}
Promień krzywizny wyraża się wzorem
{\displaystyle \rho ^{2}=(x^{*}-x_{o})^{2}+(y^{*}-y_{o})^{2}=(\lambda ^{*}F_{x})^{2}+(\lambda ^{*}F_{y})^{2},}
{\displaystyle \rho ={\frac {(F_{x}^{2}+F_{y}^{2})^{3/2}}{|\mathrm {Z} |}}.}

## Przykłady
Obliczanie krzywizny krzywej Lissajous opisanej równaniami:
{\displaystyle x(t)=A\sin(at+\delta ),\quad y(t)=B\sin(bt).}
Wartości poszczególnych pochodnych:
{\displaystyle x'(t)=Aa\cos(at+\delta ),}
{\displaystyle y'(t)=Bb\cos(bt),}
{\displaystyle x''(t)=-Aa^{2}\sin(at+\delta ),}
{\displaystyle y''(t)=-Bb^{2}\sin(bt).}
Krzywizna jako funkcja parametru {\displaystyle t{:}}
{\displaystyle \kappa (t)={\frac {-Bb^{2}\sin(bt)\cdot Aa\cos(at+\delta )+Aa^{2}\sin(at+\delta )\cdot Bb\cos(bt)}{\left(A^{2}a^{2}\cos ^{2}(at+\delta )+B^{2}b^{2}\cos ^{2}(bt)\right)^{3/2}}}.}
W szczególności dla okręgu {\displaystyle A=B=r,\quad a=b=1,\quad \delta ={\frac {\pi }{2}},}
krzywizna nie zależy od parametru {\displaystyle t{:}}
{\displaystyle \kappa (t)={\frac {-r\sin(t)\cdot (-r\sin(t))+r\cos(t)\cdot r\cos(t)}{\left(r^{2}\sin ^{2}(t)+r^{2}\cos ^{2}(t)\right)^{3/2}}}={\frac {r^{2}}{r^{3}}}={\frac {1}{r}}.}
Natomiast dla elipsy {\displaystyle a=b=1,\quad \delta ={\frac {\pi }{2}},}
krzywizna zależy od parametru {\displaystyle t{:}}
{\displaystyle \kappa (t)={\frac {-B\sin(t)\cdot (-A\sin(t))+A\cos(t)\cdot B\cos(t)}{\left(A^{2}\sin ^{2}(t)+B^{2}\cos ^{2}(t)\right)^{3/2}}}={\frac {AB}{\left(A^{2}\sin ^{2}(t)+B^{2}\cos ^{2}(t)\right)^{3/2}}}.}
Uwaga
W ogólnym przypadku {\displaystyle A\neq B,\quad a\neq b,\quad \delta \in R} krzywe Lissajous mają przecięcia (istnieją takie {\displaystyle t_{1},t_{2}\in R,} dla których {\displaystyle x(t_{1})=x(t_{2}),\;\;y(t_{1})=y(t_{2})}).